# Lamellitrochus
Lamellitrochus is een geslacht van weekdieren uit de klasse van de Gastropoda (slakken).

## Soorten
- Lamellitrochus bicoronatus Quinn, 1991
- Lamellitrochus carinatus Quinn, 1991
- Lamellitrochus fenestratus Quinn, 1991
- Lamellitrochus filosus Quinn, 1991
- Lamellitrochus inceratus Quinn, 1991
- Lamellitrochus lamellosus (Verrill & S. Smith [in Verrill], 1880)
- Lamellitrochus pourtalesi (Clench & Aguayo, 1939)
- Lamellitrochus suavis Quinn, 1991